# Clouds Taste Metallic
Clouds Taste Metallic, to siódmy album zespołu The Flaming Lips. Ostatni, na jakim gra gitarzysta Ronald Jones, który opuścił zespół po jego nagraniu, w wyniku czego jest to też ostatni album zespołu, na którym brzmienie jest zdecydowanie gitarowe. Tytuł albumu został wymyślony przez perkusistę zespołu Tool.

## Informacje o utworach
Większość utworów napisał Wayne. Podstawy "This Here Giraffe" napisali Steven z Michaelem, "Lightning Strikes the Postman" Ronald, a "Christmas at the Zoo" sam Steven. Album cechuje duża ilość utworów o zwierzętach. Inne utwory opowiadają m.in. o kosmicznej ekipie medycznej ratującej Boga ("The Abandoned Hospital Ship"), zakochanej parze kosmonautów ("They Punctured My Yolk"), czy Kim Deal (The Pixies, The Breeders) z którą zaprzyjaźnił się perkusista Steven ("Kim's Watermelon Gun"). Stevena denerwowała ilość utworów o zwierzętach, a Ronalda utwór "Evil Will Prevail" (ponieważ wierzył, że może on zesłać na zespół złą karmę).
Utwór "They Punctured My Yolk" powstał na bazie wydanego wcześniej utworu instrumentalnego "Girl With Hair Like An Explosion". Instrumental oparty na "When You Shile" wydany został potem jako "When You Smiled I Lost My Only Idea". "Bad Days" pojawiło się wcześniej w filmie Batman Forever.

## Lista utworów
1. "The Abandoned Hospital Ship" – 3:38
2. "Psychiatric Explorations of the Fetus with Needles" – 3:27
3. "Placebo Headwound" – 3:40
4. "This Here Giraffe" – 3:46
5. "Brainville" – 3:13
6. "Guy Who Got a Headache and Accidentally Saves the World" – 4:29
7. "When You Smile" – 3:13
8. "Kim's Watermelon Gun" – 3:21
9. "They Punctured My Yolk" – 4:21
10. "Lightning Strikes the Postman" – 2:50
11. "Christmas at the Zoo" – 3:06
12. "Evil Will Prevail" – 3:45
13. "Bad Days" (Aurally Excited Version) – 4:38

## Skład grupy
- Wayne Coyne
- Steven Drozd
- Michael Ivins
- Ronald Jones